# 러시아식 유머
러시아식 유머 또는 러시아식 도치법(Russian Reversal)는 1980년대 야코프 스미르노프라는 우크라이나 유대인 코미디언이 소비에트 연방을 풍자하기 위해서 구사했던 유머이다.

## 유래
영어 문장에서 'I Love You'는 러시아어로 'Я люблю тебя'로 변환이 가능한데, 여기서 주어와 목적어의 순서를 바꾸어 'Я тебя люблю(I you love)'로 쓸 경우 영어에서는 어색한 문장이 되지만 러시아식 문법 구조에서는 맞는 말이 된다. 이는 단어의 사용이 자유로운 러시아어의 문법 특징에서 비롯된 것이다.

## 개요
러시아식 유머는 주로 "러시아(소련)에서는 ~ (내용) ~ 합니다."와 같은 형식으로 이루어진다. 이때 내용은 주어와 목적어가 뒤바뀐 문법으로 이루어진다. 목적어는 주로 '당신' 이나 '너희들' 이 많이 쓰인다. 러시아를 소련으로 바꿔서 사용하기도 한다.
또한 문법적 특징을 이용한 대비로서, 냉전 때의 소련의 사회 구조나 정치 통제 혹은 러시아를 풍자하는 유머로 활용되기도 한다.

## 주해
1. ↑  한국어 백괴사전에서 시작된 이름이다.